# 9778 Isabelallende
9778 Isabelallende este o planetă minoră (asteroid) din centura de asteroizi. A fost descoperită pe 12 august 1994 la Observatorul European Austral de Eric Walter Elst și a fost numită după Isabel Allende. 
Obiectul prezintă o orbită caracterizată de o semiaxă mare de 2,4266416 UAi, o excentricitate de 0,19, o înclinație de 1,81149 ° în raport cu ecliptica.